# Claude Gay (quaker)
Pour les articles homonymes, voir Gay et Claude Gay (homonymie).
Claude Gay, né à Lyon vers 1706 et décédé à Barking (Essex, près de Londres), le 19 février 1786, a été peut-être le premier français membre de la Société religieuse des Amis (quakers).

## Biographie
Claude Gay a eu une éducation catholique et il apprend le métier de tailleur. Puis il se rend à Jersey et adhère à l'Église anglicane. Il se marie en 1731 à Anne Marie du Clion, de Guernesey. Ils ont deux enfants (Marie Ann et Claude, un garçon).
Après une dizaine d'années d'activités comme tailleur, vers 1741, il lit l'Apologie de Robert Barclay et participe aux rencontres du groupe local de quakers qui étaient opprimés par les autorités. Il devient alors membre de la Société religieuse des Amis. Il est condamné à la prison puis au bannissement. Ayant enfreint l'ordre de bannissement, il est encore condamné, puis gracié par ordre du roi. Il s'installe en Angleterre vers 1745 et enseigne le français à Londres.
En 1763, il se rend en Hollande, en Allemagne puis en Suisse, souvent à pied. Il agit en missionnaire, distribuant des brochures qu'il avait souvent écrites lui-même. 
À Genève, il tient des assemblées malgré l'interdiction faite par les autorités protestantes. Il reçoit un ordre d'expulsion le 11 novembre 1763 et à nouveau le 3 février 1764 car il n'avait pas obtempéré. Il rencontre alors Voltaire à Ferney : la scène est décrite par J. M. Gaberel dans Voltaire et les Genevois (Paris ; Genève, 1857) et par Louis Simond dans Voyage en Suisse (Paris, 1822).
Toujours en 1763, Claude Gay écrit à Jean-Jacques Rousseau sur le thème de l'homme naturellement bon.
En 1775, il retourne à Jersey et redonne vie au groupe quaker local qui s'était entre-temps quasiment éteint. 
Il est décrit comme franc et vigoureux, modeste, charitable, religieux et profondément dévoué à la Société des Amis.

## Sources
- Henry van Etten : Chronique de la vie Quaker française de 1750 à 1938, Société religieuse des Amis (Quakers), Paris, 1938, 316 p. [Bibliothèque chrétienne online]
- (en) Jersey Quakers History